# Хлорид никеля(II)
Хлорид никеля(II) — NiCl2, соль никеля и соляной кислоты. Безводный хлорид никеля(II) — блестящие золотисто-желтые ромбоэдрические кристаллы. Растворяется в воде, спирте, эфире. Образует кристаллогидраты.

## Свойства

### Физические свойства
Золотисто-желтые гигроскопичные кристаллы. Образует ряд кристаллогидратов. Возгоняется при 973 °C; плотность 3,55 г/см³ (безводный); растворяется в воде 59,5 г/100 г (10).
Молярная электропроводность при бесконечном разведении при 25 °C равна 260,7 См·см²/моль. 6-водный кристаллогидрат имеет вид гигроскопичных зеленых кристаллов (представлен на фото).

### Химические свойства
Превращается в оксид никеля(II) при прокаливании на воздухе или в кислороде. Восстанавливается водородом при нагревании.

## Получение
Получают при сгорании порошка никеля в токе хлора; получают действием хлора на нагретый до 600—800°С никель, дегидратацией кристаллогидратов NiCl2·nН2О (n = 2, 4, 6).
Хлорид никеля можно получить при взаимодействии соляной кислоты и гидроксида никеля(II):
{\displaystyle {\mathsf {Ni(OH)_{2}+2HCl\ {\xrightarrow {}}\ NiCl_{2}+2H_{2}O}}}

## Применение
Применяется в гальванотехнике (как катализатор-переносчик хлора), керамической промышленности.

## Безопасность
Хлорид никеля, как и все его соединения, токсичен, является и канцерогеном, Мутагеном, аллергеном. Смертельная доза (ЛД50) для крыс орально составляет 105 мг/кг.